# منتخب نيوزيلندا للريشة الطائرة
منتخب نيوزيلندا لتنس الريشة هو ممثل نيوزيلندا الرسمي في المنافسات الدولية في كرة الريشة .